# Scorbé-Clairvaux
 Scorbé-Clairvaux  es una población y comuna francesa, situada en la región de Poitou-Charentes, departamento de Vienne, en el distrito de Châtellerault y cantón de Lencloître.

## Demografía
| 1397 | 1315 | 1427 | 1919 | 2110 | 2123 |
| Para los censos de 1962 a 1999 la población legal corresponde a la población sin duplicidades (Fuente: INSEE [Consultar]) |      |      |      |      |      |